# Bené Guedes
Benedito Rubens Renó Guedes, conhecido como Bené Guedes (Itajubá, 17 de abril de 1942) é um político brasileiro do estado de Minas Gerais.
Bené Guedes foi secretário Administrativo e chefe de Gabinete da Prefeitura de Leopoldina (1976-1977 e 1988) e vereador de Leopoldina (1982-1988). 
 Foi também deputado estadual de Minas Gerais durante quatro legislaturas consecutivas, da 11ª à 14ª legislatura (1989-2003).

Atualmente é prefeito do município de Leopoldina.